# Stor-Vårtsjön
Stor-Vårtsjön är en sjö i Örnsköldsviks kommun i Ångermanland och ingår i Moälvens huvudavrinningsområde. Sjön har en area på 1,08 kvadratkilometer och ligger 251,1 meter över havet. Sjön avvattnas av vattendraget Remmarbäcken.

## Delavrinningsområde
Stor-Vårtsjön ingår i det delavrinningsområde (705535-159483) som SMHI kallar för Utloppet av Stor-Våtsjön. Medelhöjden är 293 meter över havet och ytan är 10,85 kvadratkilometer. Det finns inga avrinningsområden uppströms utan avrinningsområdet är högsta punkten. Remmarbäcken som avvattnar avrinningsområdet har biflödesordning 3, vilket innebär att vattnet flödar genom totalt 3 vattendrag innan det når havet efter 83 kilometer. Avrinningsområdet består mestadels av skog (75 procent). Avrinningsområdet har 1,09 kvadratkilometer vattenytor vilket ger det en sjöprocent på 10,1 procent.